# Léon Cazeilles
Léon Jean Cazeilles (Prats-de-Mollo, 12 août 1893 - Rembercourt-Sommaisne, 15 juin 1940, mort pour la France), est un colonel d'Infanterie coloniale qui s'illustra lors de la Seconde Guerre mondiale et finit sa carrière comme chef de corps du 21e régiment d'infanterie coloniale.

## Biographie
Saint-Cyrien de la promotion "de la Croix du Drapeau" (1913-1914), il est très vite mobilisé dans l'infanterie métropolitaine dès le mois d'août 1914. À 22 ans, lieutenant, il commande une compagnie sous le feu et obtient les galons de capitaine à 23 ans. Trois fois cité pour ses actions héroïques au combat, notamment au sein de l'Armée d'Orient où il s'avère être un chef exceptionnel, il est fait chevalier de la Légion d'honneur à 25 ans.
Le 15 septembre 1918, il conduit un assaut héroïque lors de la bataille de Dobro Polje et fera l'admiration de son chef, le futur maréchal Franchet d'Espèrey. Au Maroc en 1920, le maréchal Lyautey sait aussi reconnaître les mérites militaires du jeune capitaine Cazeilles qui contre-attaque à la tête de deux compagnies dans le combat de Bouknadel.
Il trouve la mort lors de la Campagne de France, en Argonne, près du petit village de  Rembercourt, en chargeant à la tête du  21e régiment d'infanterie coloniale, galvanisant ses hommes par ces mots : «Soldats, baïonnettes au canon... Suivez votre colonel!». Blessé par balles, il est achevé par les baïonnettes allemandes. Les honneurs seront rendus à sa dépouille par l'ennemi.
Cet officier colonial était également un écrivain de guerre, remarqué notamment pour son ouvrage publié en 1929 sur l'Armée d'Orient : La Rupture du front bulgare. La 17e division coloniale dans la bataille de Dobropolje (15 septembre 1918). Il sera notamment fait officier des palmes académiques.
Il donne son nom à la 182e promotion de l'École spéciale militaire de Saint-Cyr (1995-1998).